# Xavier Veyrat
Pour les articles homonymes, voir Veyrat.
Xavier Marcel Jean-Baptiste Vérat dit Xavier Veyrat ou Xavier né  le 7 mars 1807 à Saint-Saulge (Nièvre) où il est mort le 20 mai 1876,, est un auteur dramatique français.

## Biographie
En dehors de son œuvre, on connaît peu de choses de Xavier Veyrat sinon qu'il était greffier du juge de Paix de Saint-Saulge, son village natal.
Ses pièces ont été représentées de 1834 à 1847 sur les plus grandes scènes parisiennes du XIXe siècle : Gymnase des enfants, Théâtre des Folies-Dramatiques, Théâtre de la Porte-Saint-Antoine, Théâtre de la Renaissance, etc.
Tombé dans l'oubli après la révolution de 1848, il meurt 30 ans plus tard dans le dénuement en 1876.

## Œuvres
- 1834 : Anna, ou la Demoiselle de compagnie, comédie-vaudeville en 1 acte, au théâtre du Gymnase-Enfantin (30 juillet)
- 1836 : Les Gitanos, ou le Prince et le Chevrier, comédie historique en 1 acte mêlée de chant, imitée du bibliophile Jacob, avec Saint-Yves, au Gymnase-Enfantin (13 avril)
- 1836 : Le Maugrabin, drame mêlé de chants, imité d'une chronique du XVe siècle, avec Saint-Yves et *** (Charles Ménétrier), au théâtre de la Porte-Saint-Antoine (17 août)
- 1836 : Julia ou les Dangers d'un bon mot, comédie-vaudeville en 2 actes, avec Angel, airs nouveaux d'Odoard, au Gymnase-Enfantin (1er octobre)
- 1836 : La Fille du Danube, ou Ne m'oubliez pas, drame-vaudeville en 2 actes et à spectacle, imité du ballet de l'Opéra, avec Saint-Yves, au théâtre de la Porte-Saint-Antoine (13 octobre)
- 1836 : Casque en cuir et pantalon garance, avec Saint-Yves, au théâtre de la Porte-Saint-Antoine (22 octobre)
- 1836 : Le Cœur d'une mère, comédie-vaudeville en un acte, avec Richard Listener, au Gymnase-Enfantin (13 novembre)
- 1837 : Les Regrets, vaudeville en 1 acte, avec Saint-Yves, au théâtre de la Porte-Saint-Antoine (3 janvier)
- 1837 : L'Oncle d'Afrique, vaudeville en 1 acte, avec Angel, au théâtre de la Porte-Saint-Antoine (25 mai)
- 1838 : Les Commères de Bercy, vaudeville en 1 acte, avec Angel, au théâtre de la Porte-Saint-Antoine (22 mai)
- 1840 : Le Mari de la fauvette, opéra comique en 1 acte, avec Ferdinand de Villeneuve et Angel, airs nouveaux de Charles de Dufort, au théâtre de la Renaissance (6 février)
- 1840 : Les Marins d'eau douce, vaudeville en un acte, avec Ferdinand de Villeneuve, au théâtre des Folies-Dramatiques (11 septembre)
- 1841 : Le Boulevard du crime, vaudeville populaire en 2 actes, avec Alzay[5], au théâtre des Folies-Dramatiques (8 juin)
- 1841 : Le Piège à loup, vaudeville en 1 acte, avec Saint-Yves, au théâtre de l'Ambigu-Comique (21 août)
- 1842 : Les Physiologies, ou la Clef du cœur humain, comédie-vaudeville en 1 acte, avec Angel, au théâtre du Panthéon (10 janvier)
- 1843 : L'Art et le Métier, comédie en un acte et en vers, avec Victor Masselin, à la Comédie-Française (19 avril)
- 1844 : Mademoiselle Bruscambille, comédie-vaudeville en 1 acte, avec Saint-Yves et Alzay, au théâtre de l'Ambigu-Comique (25 décembre)
- 1847 : François les Bas-Bleus, vaudeville en 1 acte, avec Alzay, au théâtre Beaumarchais (août)
- 1847 : L'Homme aux 160 millions, comédie-vaudeville en 2 actes, avec Angel et Ferdinand de Villeneuve, au théâtre des Variétés (20 octobre).